# کدمسترز
شرکت نرم‌افزاری محدود کدمسترز یک ناشر و توسعه‌دهنده بازی ویدئویی واقع در ساوتام کشور بریتانیا است که یکی از شرکت‌های تابعه کورپوریشن آمریکایی الکترونیک آرتس به‌شمار می‌رود. این شرکت توسط دیوید دارلینگ و برادرش ریچارد در سال ۱۹۸۶ تأسیس شده‌است. مقر آن در ساوتام، واریک‌شر قرار دارد.

## تاریخچه

### حال
در سال ۲۰۱۰ یک شرکت هندی توانست ۵۰٪ سهام شرکت را به دست آورد. همان سال اقدام به انتشار رایگان بازی (Lord of Rings Online) کرد. در اواسط سال ۲۰۱۲ اعلام شد بازی‌های مسابقه‌ای شرکت تحت عنوان Codemasters Racing نام‌گذاری می‌شوند. با اعلام کد مسترز فرمول یک ۲۰۱۲ به عنوان نخستین سری بازی‌های مسابقه‌ای حرفه‌ای کدمسترز منتشر شده‌است، اما تا قبل از آن کد مسترز بازی‌های مسابقه‌ای دیگری همچون فرمول یک ۲۰۰۹، فرمول یک ۲۰۱۰ و فرمول یک ۲۰۱۱ را منتشر کرده بود. در سال ۲۰۱۳ ریلاینس اینترتینمنت سهام خود را از ۵۰٪ به ۶۰٪ تغییر داد تا بیشترین مقدار را داشته باشد. در اوایل سال ۲۰۲۱ شرکت کدمسترز توسط الکترونیک آرتس خریداری شد.

### مجموعه فرمول یک (F1)
مجموعه بازی‌های فرمول یک از سری بازی‌های ساخته شده توسط کدمسترز است که برای اولین بار در سال ۲۰۰۹ منتشر شد و در سال ۲۰۱۲ به صورت حرفه‌ای پیگیری شد. در این سری بازی‌ها کدمسترز قصد دارد تا با ایجاد فضای مسابقات اتوموبیل رانی حرفه‌ای بازیکن را در فضای هیجان‌آور رقابت فرمول یک قرار دهد.